# Vertus
Vertus là một xã trong tỉnh Marne, thuộc vùng Grand Est của nước Pháp, có dân số là 2.512 người (thời điểm 1999).

## Thông tin nhân khẩu
| 1962 | 1968 | 1975 | 1982 | 1990 | 1999 |
| ---- | ---- | ---- | ---- | ---- | ---- |
| 2617 | 2663 | 2835 | 2837 | 2495 | 2513 |

## Các thành phố kết nghĩa
- Bammental, Đức (từ 18 tháng 6 năm 1966)

## Nhân vật nổi tiếng
- Eustache Deschamps, nhà thơ